# Atractoscion
 Atractoscion  ist eine Gattung aus der Familie der Umberfische (Sciaenidae). Sie umfasst zwei Arten: Den Weißen Seebarsch (Atractoscion nobilis), der endemisch im West-Pazifik vorkommt und den Afrikanischen Umberfisch (Atractoscion aequidens), der im Ost-Atlantik, im westlichen Indischen Ozean und im Westpazifik vorkommt.

## Merkmale
Atractoscion-Fische sind längliche, seitlich abgeflacht-spindelförmige Fische mit einer Körperlänge bis etwa eineinhalb Meter. Der Bauch weist einen erhabenen Grat auf. Das Maul ist endständig mit etwas überstehendem Unterkiefer und in den Winkeln schwach nach unten gebogen. Das Kinn trägt keine Barteln oder Poren. Das Auge ist mittelgroß. Der Rand der Vordeckels ist glatt. Die Rückenflosse ist lang und weist im vorderen Teil 10 bis 11 Hartstrahlen auf und im hinteren, durch eine deutliche Kerbe abgetrennten Teil 21 bis 32 Weichstrahlen. Die Brust- und Bauchflossen sind kurz, bei ersteren sitzt an der Basis innen ein schwarzer Fleck. Die Afterflosse weist zwei kurze, dünne Hartstrahlen und 9 bis 10 Weichstrahlen auf. Die Schwanzflosse endet gerade.

## Arten
Die Gattung umfasst fünf Arten:
- Afrikanischer Umberfisch (Atractoscion aequidens)
- Atractoscion atelodus (Günther 1867)
- Atractoscion macrolepis Song et al., 2017
- Atractoscion microlepis Song et al., 2017
- Weißer Seebarsch (Atractoscion nobilis)